# Syneches hispidus
Syneches hispidus är en tvåvingeart som beskrevs av Ale-rocha och Vieira 2008. Syneches hispidus ingår i släktet Syneches och familjen puckeldansflugor. Inga underarter finns listade i Catalogue of Life.